# Bigéri-vízesés
A Bigéri-vízesés (románul: Izvorul Bigăr) Románia egyik leghíresebb vízesése, amely Bozovics közigazgatási területén, Krassó-Szörény megyében található. A travertínó vízesés jelentős része 2021. június 7-én leszakadt, így különleges látványa már a múlté.

## Fekvése
A Bigéri-vízesés az ország délnyugati határán, a Bánsági-hegyvidékhez tartozó Aninai-hegység déli részén, a Néra folyó felső folyásánál található. Könnyen megközelíthető a közvetlenül mellette futó DN57B jelű országútról. A vízesés a 499/1982. sz. rendelet óta védelmet élvez, a 175,60 hektáros környezetét a 2000. március 6-i 5. számú törvénnyel természetvédelmi területté nyilvánították, azóta a a Néra-szurdok – Beusnica Nemzeti Park része. Különlegességét fokozza, hogy mindössze néhány száz méternyire fekszik északra a 45. szélességi körtől, vagyis az Északi-sark és az Egyenlítő között éppen félúton található.

## Jellemzői
A Ménes-patak vízfolyása egy bővizű, de időszakos karsztforrásból (román kifejezéssel izbuc) ered. A forrást egy földalatti vízfolyás táplálja, amely az Aninai-hegységben található, azonos nevű barlangban folyik. Körülbelül 200 méter után a meszes forrásvíz egy sziklapárkányról a folyóba ömlik, ahol a hosszú idő alatt egy folyó fölé magasodó, mésztufagáthoz hasonló vízesést alkotott. A mohával vastagon benőtt felszínről a víz nem egy nagy, hanem számtalan apró ágra bomolva folyt alá. A vízesés teljes magassága meghaladta a 8 métert.
A Bigéri-vízesés a világ egyik legszokatlanabb vízesése volt, és az egyik legszebb Romániában. 2010 szeptemberében egy nemzetközi útikönyv, a National Geographic Traveller - Románia először írta le a vízesést a nemzetközi turizmus számára. A The World Geography a világ nyolc különleges vízesését tartalmazó listáján az első helyre került, melyben a különleges felépítése és földrajzi pozíciója is egyaránt közrejátszott. A Coca-Cola által finanszírozott turisztikai beruházás keretében javítottak a megközelíthetőségén, így 2018-ban megduplázódott a látogatók száma, amely meghaladta a 100 000 főt.

## Összeomlása
2021. június 7-én 18 óra körül a nagy, lemezes mésztufatömb természetes módon leszakadt, miután a travertínó és a moha mérete és tömege túlságosan megnőtt, és a vízesés tömbje összeomlott a saját súlya alatt. Az esetről a Romsilva állami erőgazdálkodási szervezet tájékoztatta a nyilvánosságot. 2021. június 7-én a környezetvédelmi aktivisták feltételezték, hogy az összeomlást a közeli pisztrángtelepről történő vízkivétel okozta, amit a kormányzati intézmények elutasítottak.

## Galéria

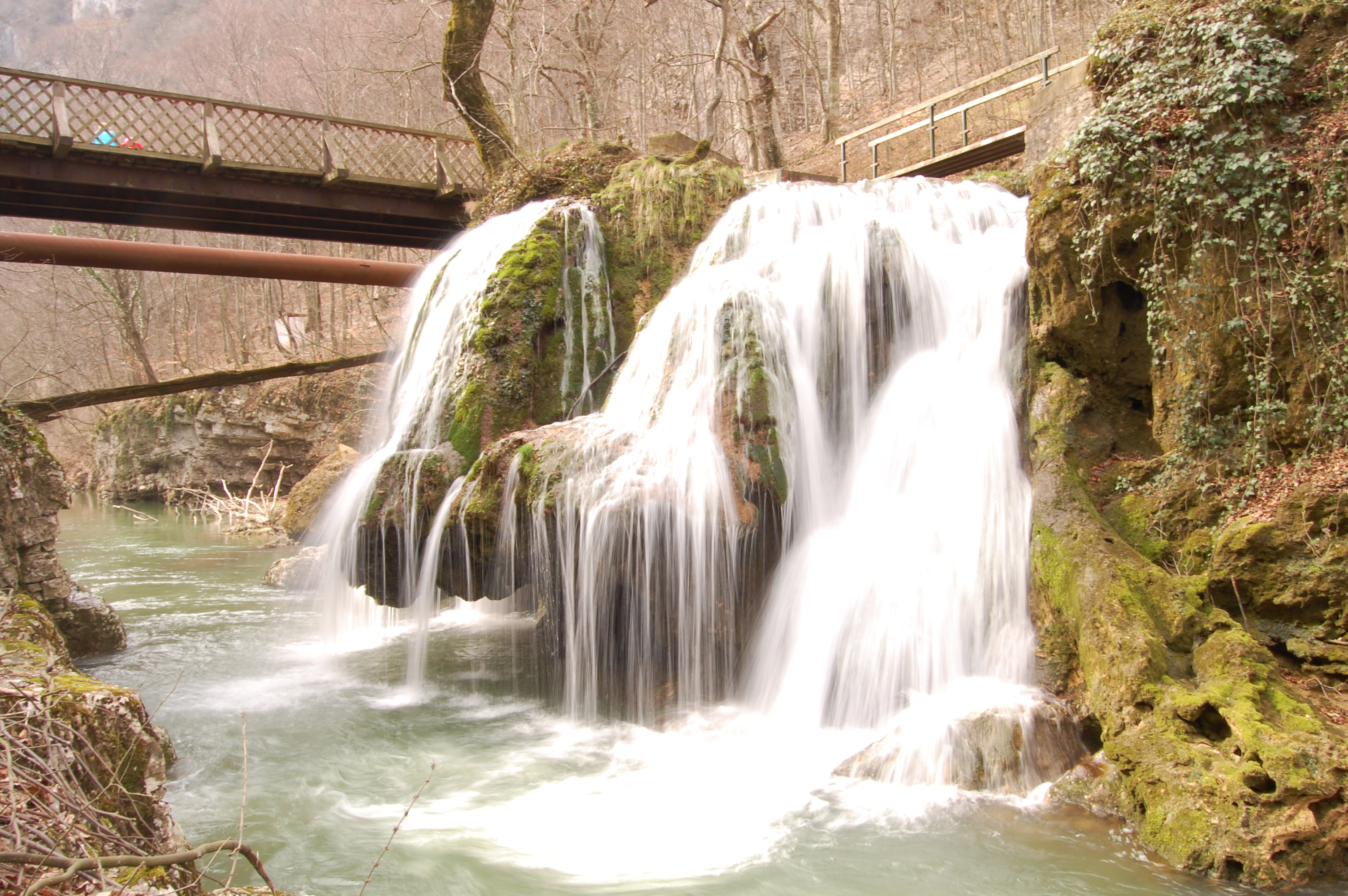
Hosszú expozíciós idejű fotó bővíz idején
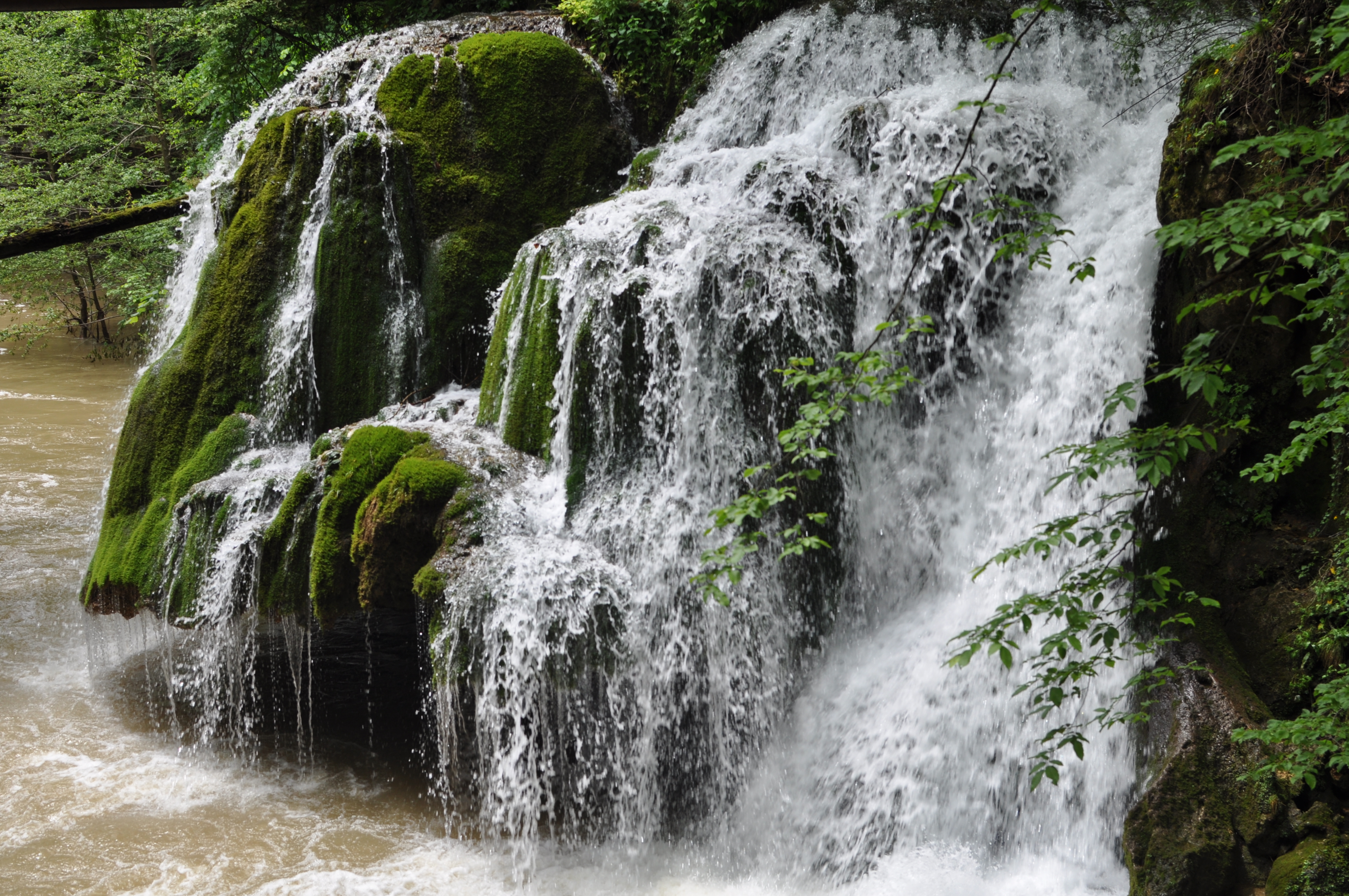
A vastag mohapárna
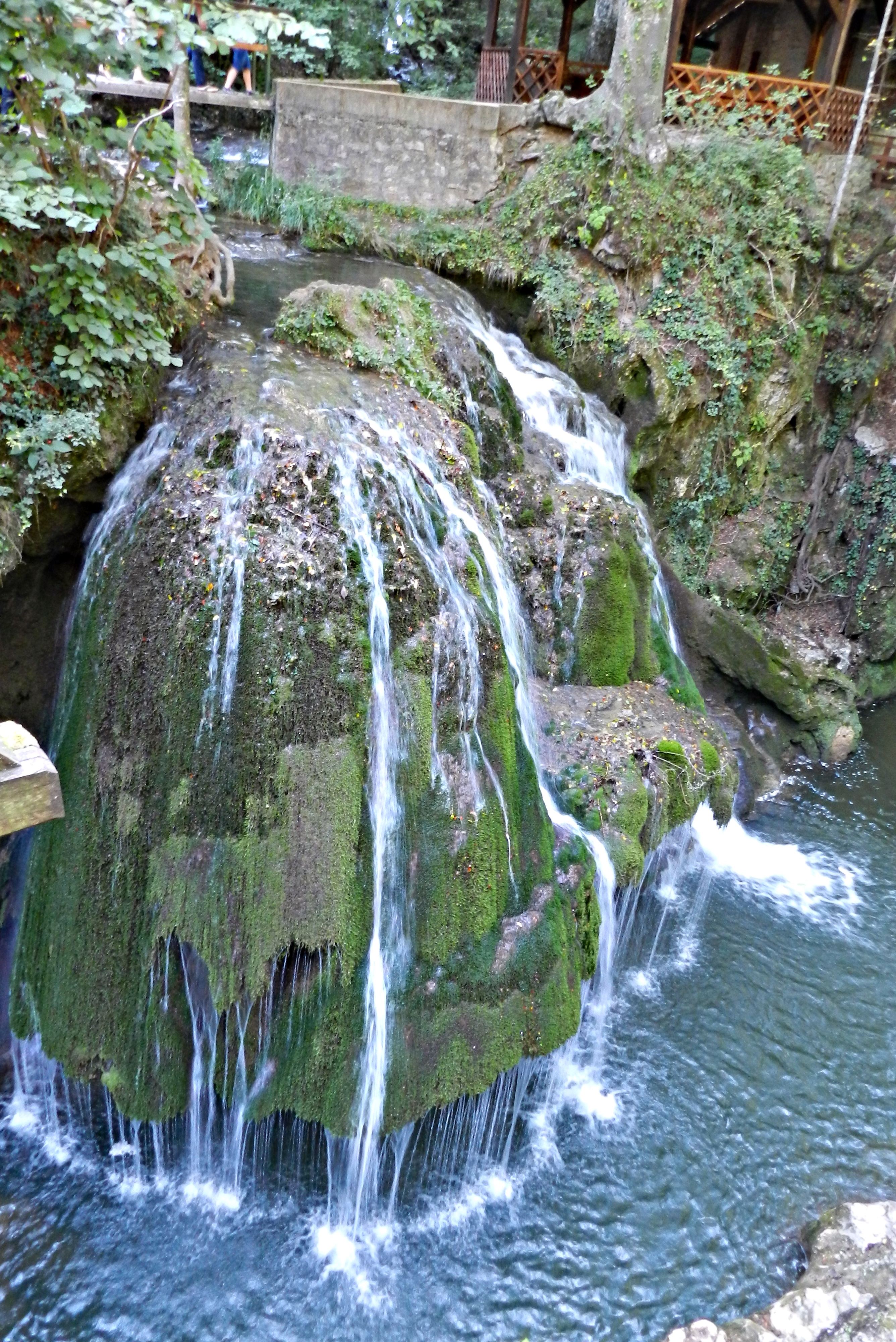
A travertínókúp felülről

## Fordítás
- Ez a szócikk részben vagy egészben  az   Izvorul Bigăr című angol Wikipédia-szócikk ezen változatának fordításán alapul.  Az eredeti cikk szerkesztőit annak laptörténete sorolja fel. Ez a jelzés csupán a megfogalmazás eredetét és a szerzői jogokat jelzi, nem szolgál a cikkben szereplő információk forrásmegjelöléseként.
- Ez a szócikk részben vagy egészben  a   Cascada Bigăr című német Wikipédia-szócikk ezen változatának fordításán alapul.  Az eredeti cikk szerkesztőit annak laptörténete sorolja fel. Ez a jelzés csupán a megfogalmazás eredetét és a szerzői jogokat jelzi, nem szolgál a cikkben szereplő információk forrásmegjelöléseként.